# Richard of York, 3. Duke of York

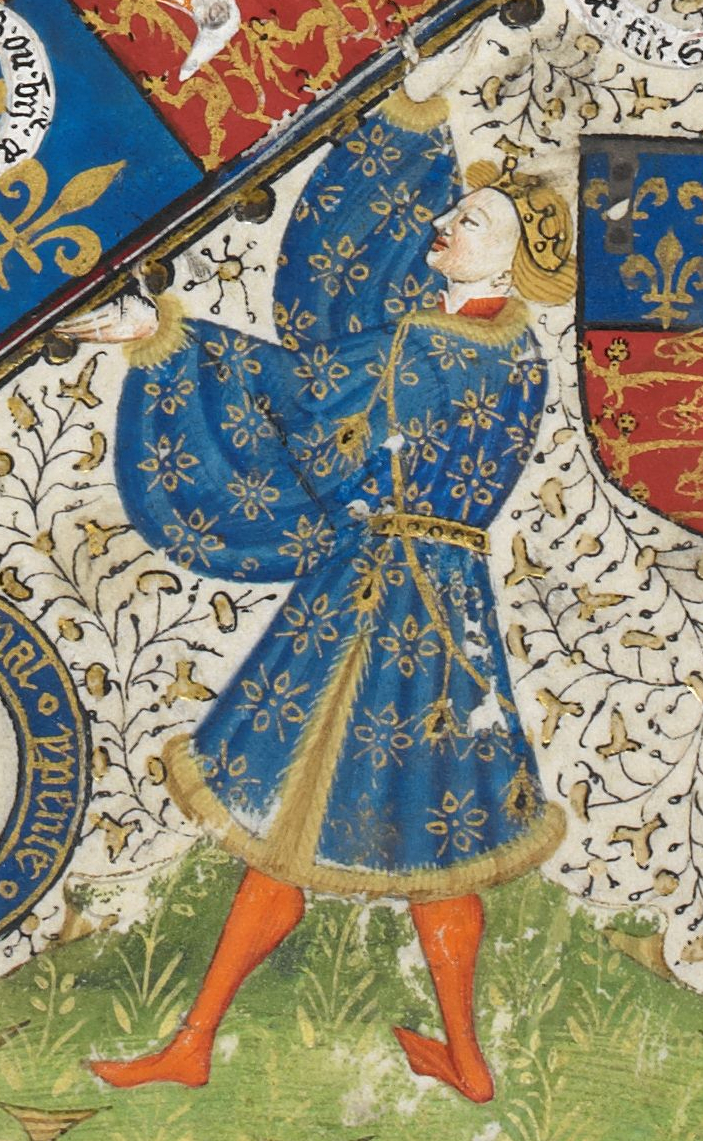
Richard of York auf einer Miniatur von 1445

Richard of York, 3. Duke of York KG (* 21. September 1411; † 30. Dezember 1460) war ein englischer Peer und bis zu seinem Tod in der Schlacht von Wakefield im Verlauf der Rosenkriege Oberhaupt des Hauses York. Zwei seiner Söhne wurden als Edward IV. und danach als Richard III. Könige von England.
Er war der Sohn von Richard of Conisburgh, 1. Earl of Cambridge und von Anne Mortimer. Richard of Conisburgh war ein Sohn von Edmund, dem vierten Sohn von Eduard III. Anne Mortimer war eine Urenkelin Lionels von Antwerpen, dem zweiten Sohn von Eduard III. Beide Elternteile waren somit direkte Nachkommen von Eduard III. Damit hatte Richard einen begründeten Anspruch auf den Thron von England, was er durch die Annahme des Namens Plantagenet 1448 zum Ausdruck brachte.

## Kindheit und Jugend

Wappen Richards of York, 3. Duke of York

Richards Mutter starb bereits kurz nach seiner Geburt. 1415 verlor er auch noch seinen Vater, der als Hochverräter gegen König Heinrich V. geächtet und hingerichtet wurde. Mit der Ächtung fiel dessen Adelstitel zurück an die Krone. Nur wenige Wochen später fiel sein kinderloser Onkel Edward of Norwich, 2. Duke of York in der Schlacht von Agincourt. Heinrich V. erkannte nach einigem Zögern Richard als Duke of York an.
Das Waisenkind wurde der Familie Neville unter ihrem Oberhaupt Ralph Neville, 1. Earl of Westmorland als königliches Mündel übergeben und dort auch großgezogen. Westmorland und seine Frau Joan Beaufort, eine legitimierte Tochter John of Gaunts und somit eine Cousine von Richards Vater, hatten aus ihrer Beziehung und ihren früheren Ehen insgesamt 24 Kinder im Haushalt, darunter auch Richards spätere Frau Cecily Neville. Durch das gemeinsame Aufwachsen pflegte Richard eine enge Beziehung zur Familie Neville, insbesondere zu seinem späteren Schwager Richard Neville, 5. Earl of Salisbury. Dieses Verbindungsgeflecht sollte für die Rosenkriege von prägender Bedeutung werden.
Am 19. Mai 1426 wurde Richard gemeinsam mit dem minderjährigen König Heinrich VI. zum Knight of the Bath geschlagen. Gleichzeitig wurde ihm der aberkannte Titel seines Vaters als 2. Earl of Cambridge wieder zugesprochen.
1429 heiratete er Cecily Neville, die ihn trotz ihrer zahlreichen Schwangerschaften auf fast allen seinen Reisen begleiten sollte. 1431 nahm Richard an der Krönung des englischen Königs Heinrich VI. zum König von Frankreich in Notre Dame zu Paris teil. 1432 trat Richard sein Erbe an und vereinigte nun in seiner Person die Ländereien des Duke of York und das große Vermögen seiner Mutter Anne Mortimer, nachdem deren Bruder Edmund Mortimer, 5. Earl of March, 1425 ohne Erben gestorben war und ihm die Titel 6. Earl of March und 8. Earl of Ulster hinterlassen hatte. In Richards Person vereinigten sich nun mögliche Thronansprüche über die zweite und die vierte Linie Plantagenet, zurückgehend auf Eduard III.
Am 22. April 1433 wurde Richard als Knight Companion in den Hosenbandorden aufgenommen.

## Erste Bewährung in Frankreich
1436 unternahm Richard einen Feldzug nach Frankreich, nachdem der englische Statthalter John of Lancaster, 1. Duke of Bedford, 1435 Paris aufgeben musste und kurz danach gestorben war. Richards Aufgabe war die Sicherung der englischen Besitzungen, was aber durch den zwischenzeitlichen Ausgleich zwischen Frankreich und Burgund kaum möglich war, da der französische König so seine militärische Macht hauptsächlich auf die englischen Besatzungstruppen konzentrieren konnte und zudem viel Unterstützung bei der Bevölkerung fand. Da Richards ursprüngliches Ziel Paris nicht mehr zu erreichen war, wandte er sich der Normandie zu. Hier hatte er Erfolge mit einigen bescheidenen Gebietsgewinnen, insbesondere aber fiel dort erstmals sein Verständnis für gute und auch faire Verwaltung auf. Sein Einsatz wurde über die ursprünglich geplanten 12 Monate bis 1439 verlängert. Nach seiner Rückkehr wurde ihm weiterhin ein Sitz im Kronrat verwehrt.
1440 wurde er zum Statthalter in Frankreich ernannt und erhielt dieselben Vollmachten wie zuvor Bedford. Richard legte neben der Grenzsicherung bis zu seiner Rückkehr nach England 1445 wiederum große Anstrengung auf eine effiziente Verwaltung. 1443 führte die gleichzeitige Beorderung von John Beaufort, 1. Duke of Somerset, in die Gascogne zu einem Konflikt zwischen den beiden Führern. Richard fühlte sich als Statthalter von Frankreich übergangen und musste auch noch dringend benötigte Truppen an Somerset abgeben. Somersets Kampagne endete in einem Rückzug in die Normandie, wo er 1444 starb. Richards Abneigung gegen den Großteil der Familie Beaufort mag aus diesen Konflikten der frühen Jahre entstammen. Somersets Enkel sollte Jahrzehnte später nach dem Ende der Häuser Lancaster und York die Rosenkriege als Heinrich VII. beschließen und die Dynastie der Tudor begründen.
Der junge König Heinrich VI. erwies sich mit zunehmendem Alter als offenbar unfähig, jemals eigenständig regieren zu können. Der Wahnsinn seines Großvaters Karl VI. von Frankreich schien sich über seine Mutter auf ihn vererbt zu haben, so dass die Hofparteien von Heinrichs VI. Onkel Humphrey, Duke of Gloucester, als Thronprätendent und seinem Großonkel Henry Beaufort, Bischof von Winchester und Bruder Joan Beauforts, ungehindert einen erbitterten Streit um die Vorrangstellung im Königreich führten. Zur Instabilität in England kamen weitere erhebliche Gebietsverluste in Frankreich, so dass eine Ehe zwischen Heinrich VI. und Margarete von Anjou, einer Verwandten Karls VII. von Frankreich, als Waffenstillstandsvereinbarung verhandelt und 1445 auch geschlossen wurde. Die junge Königin wurde schnell zur führenden Kraft der Lancasterfraktion und entmachtete bereits 1447 Humphrey von Gloucester.
Richard von York war nun erster Anwärter auf den englischen Thron nach dem König selbst und stand damit im natürlichen Gegensatz zur ehrgeizigen und dynastisch orientierten Königin. Nachdem Richard 1445 erneut von zentralen Positionen der Macht ferngehalten wurde – so wurde er aus dem Privy Council ausgeschlossen –, wurde auch das von ihm gewünschte Amt des Statthalters für Frankreich nicht erneut ihm, sondern Edmund Beaufort, 1. Duke of Somerset, dem Bruder von Richards verstorbenen Kontrahenten in Frankreich, erteilt. Er hingegen wurde als Statthalter von Irland politisch vermeintlich kaltgestellt. 1449 brach Richard nach Irland auf, wobei er mehreren, vermutlich durch die Partei der Königin initiierten Hinterhalten entging. Abermals beeindruckte er in den folgenden Monaten durch eine effiziente Verwaltung und gewann durch seinen Gerechtigkeitssinn die Loyalität der Iren. Irland sollte sich in kommenden Jahren als konsequent yorkfreundlich erweisen.
In der gleichen Zeit gingen bis 1451 alle Ländereien in Frankreich bis auf Calais verloren. Anarchie und Lynchjustiz verstärkten sich auch in England selbst. 1450 kehrte Richard nach London zurück, um seinen Platz im Privy Council einzufordern. Heinrich VI. nahm ihn zunächst auf und erhob ihn in den Rang seines ersten Ratgebers, doch wurde der zwischenzeitlich verhaftete Somerset entlassen, und die Partei der Königin erlangte abermals die Kontrolle über den König. Richard zog sich nach Wales zurück.
1452 erneuerte Richard seine Eingabe an den König, ohne eine Antwort zu erhalten. Erstmals sammelte er nun aktiv ein Heer und zog nach London, die Stadt verschloss aber ihre Tore, während die Königin ein eigenes Heer aufbot. Heinrich VI. sagte Richard in den folgenden Gesprächen eine gerichtliche Verhandlung über Somerset zu, worauf York seine Truppen auflöste und sich in das königliche Lager begab, wo er Somerset weiterhin in Amt und Würden vorfand. Am 10. März musste Richard in der St Paul’s Cathedral schwören, dass er Frieden halte und kein Heer aufstelle sowie unverbrüchlich dem König folge. In den folgenden Monaten schien er Schritt für Schritt seinen politischen Einfluss zu verlieren. Zudem wurde die Königin schwanger und gebar einen Thronfolger: Edward of Westminster, Fürst von Wales. Darüber hinaus heiratete Margaret Beaufort Edmund Tudor, den Earl of Richmond, so dass der Partei der Königin weitere Optionen für die Thronfolge außer der Yorkfamilie zur Verfügung standen. Dennoch schaffte es Richard als führender Herzog des Reiches, Somerset erneut in den Tower zu bringen. Da König Heinrich VI. im August 1453 erstmals vorübergehend geisteskrank wurde, konnte Richard als „Protector of the Realm“ und Vorsitzender des Privy Council zum Regenten aufsteigen. Allerdings verbesserte sich der geistige Zustand des Königs bereits im Winter 1453/54 so weit, dass sich die Regentschaft Richards erübrigte.

## Ausbruch der Rosenkriege

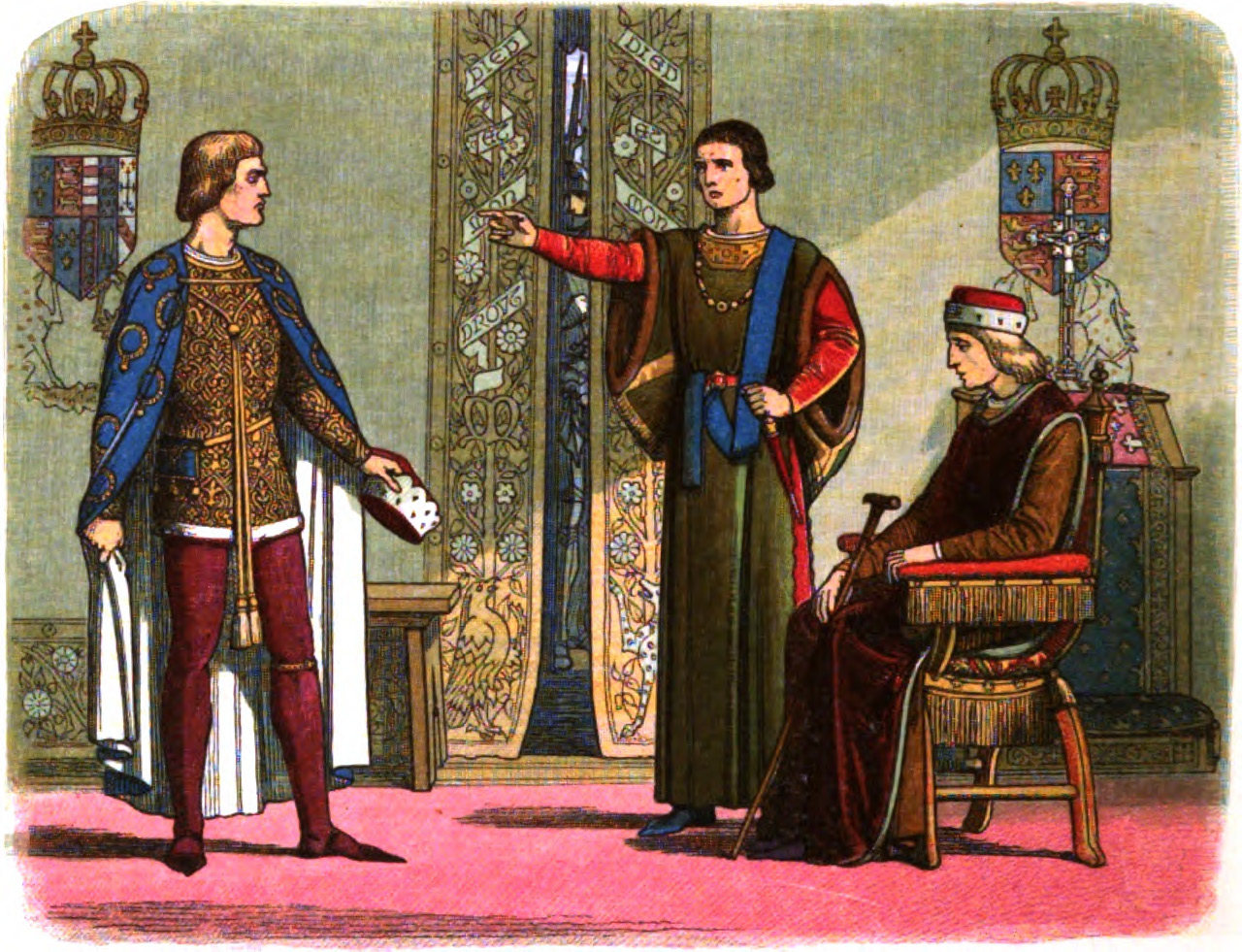
Heinrich VI. (sitzend), neben dem Duke of York (links) und dem Duke of Somerset (Mitte).

1455 stand Heinrich VI. wieder unter dem Einfluss der Königinpartei, so dass Somerset befreit wurde. Richard und sein Schwager Salisbury verloren fast jeglichen Einfluss und wurden persönlich bedroht. Sie und Salisburys Sohn Richard Neville, 16. Earl of Warwick, der spätere „Kingmaker“, stellten nun eine Armee auf und zogen nach St. Albans, wo sie auf eine hastig zusammengestellte königliche Truppe unter Führung von Somerset trafen.

### St. Albans
In dieser Ersten Schlacht von St Albans, mit der die Rosenkriege endgültig begannen, fielen nur wenige Soldaten, doch befanden sich unter den Toten Somerset und Thomas Clifford, 8. Baron Clifford. Der Tod des Letzteren sollte auch für Richards Sohn Edmund fünf Jahre später tödliche Folgen haben. Heinrich VI. wurde gefangen genommen und, begleitet von Richard und Salisbury sowie von Neville, der das königliche Schwert dem Zug vorantrug, nach London zurückgebracht. Der König verbrachte die nächsten Monate umnachtet im Gewahrsam, während Richard als Protector eingesetzt wurde und Salisbury sowie Neville als Berater fungierten. Doch 1456 erholte sich Heinrich VI. abermals und Richard trat von seinem Amt zurück. Während er auf einem Feldzug gegen Jakob II. von Schottland an der Nordgrenze weilte, eroberte sich die Partei der Königin die Macht zurück. Während Heinrich VI. mit seinen begrenzten Mitteln einen Ausgleich suchte, verhärteten sich die Fronten.

### Ludlow
Für 1459 wurde eine Ratssitzung in Coventry einberufen. Richard, die Nevilles und andere Adlige verweigerten die Teilnahme, weil sie ihre Verhaftung fürchteten und stellten ihrerseits eine Armee auf, verstärkt durch Truppen aus Calais, deren Hauptmann Warwick war. Erstmals zogen die beiden älteren Söhne Richards, Eduard und Edmund, mit ins Feld. Am 12. Oktober wurde die Armee von den Königlichen bei Ludlow gestellt. Da in der Nacht die Soldaten aus Calais überliefen und ihrem Führer die Aufmarschpläne der Yorktruppen bekannt waren, flohen Richard und Edmund nach Irland; Salisbury, Warwick und Eduard flohen nach Calais, das seinem Befehlshaber trotz der Deserteure weiterhin treu war. Cecily und die beiden jüngeren Söhne Richards, George und Richard mussten in Ludlow zurückbleiben und sich der Gnade der Königin und ihres neuen Heerführers Henry Beaufort, 2. Duke of Somerset ausliefern. Sie wurden verschont, aber Ludlow wurde trotz der historisch belegten Bitte Cecilys um Verschonung des Ortes und seiner Menschen geplündert. Die Bewohner wurden gequält und erschlagen, zum Zeichen, was mit Anhängern der Yorks als Feinden des Königs geschehe.

### Exil, Northampton und der Anspruch auf den Thron
Richard war bis zu diesem Zeitpunkt immer noch offizieller Statthalter Irlands, und die Iren lehnten jeden Versuch, ihn abzusetzen, mit der Begründung ab, diese Absetzung bedürfe der Zustimmung des irischen Parlaments. Im Dezember 1459 wurde Richard geächtet und seine Besitztümer unter Umgehung seiner Erben für den König eingezogen. Ein Ausgleich war nun nicht mehr denkbar. Nach umfangreichen Vorverhandlungen der Verschwörer landeten Salisbury und Warwick am 26. Juni 1460 bei Sandwich, während Richard noch in Irland blieb. Am 2. Juli zogen die Nevilles kampflos in London ein und stellten acht Tage später das königliche Heer zum Kampf. Warwick schlug in dieser Schlacht von Northampton Heinrichs VI. Heer unter Humphrey Stafford, 1. Duke of Buckingham vernichtend. Humphrey Stafford fiel, wie schon sein Sohn bei St. Albans fünf Jahre zuvor, der König wurde gefangen genommen.
Am 9. September kehrte Richard nach England zurück und zog am 10. Oktober in London ein. Dort erhob er erstmals offiziell Anspruch auf den englischen Thron, doch sah er sich sofort zu Verhandlungen genötigt, da ein Großteil der Adligen eine mögliche Usurpation nicht zu dulden schien. Während die Königin und ihre Anhänger eine neue Armee aufstellten und mit Jakob III. von Schottland Verbindung aufnahmen, verhandelte Richard wochenlang und erzielte das Ergebnis, als Thronfolger Heinrichs VI. unter Umgehung von dessen Sohn anerkannt zu werden.

### Das Ende bei Wakefield

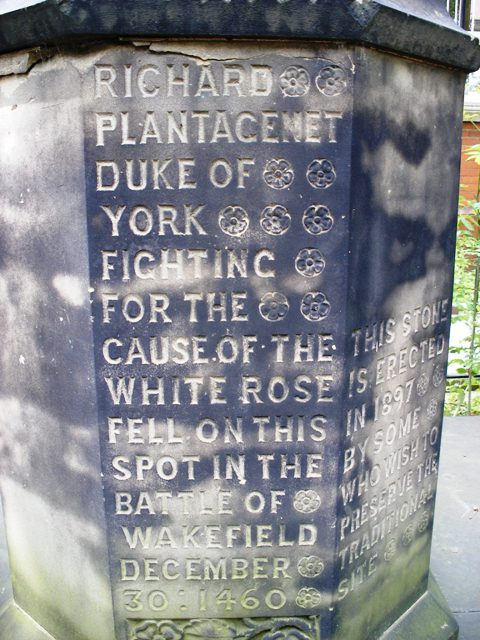
Monument für Richard Plantagenet, Duke of York

Am 2. Dezember zogen Richard, Salisbury und Edmund den Lancastertruppen entgegen, um diese letzte Gefahr auszuräumen. Am 21. Dezember erreichten sie Sandal Castle und mussten erkennen, dass in näherer Umgebung erheblich stärkere gegnerische Truppen aufmarschiert waren. Die Armee Yorks verschanzte sich in der Festung, doch mussten Lebensmittel in das Kastell gebracht werden. Am 30. Dezember wurden Teile von Richards Truppen bei dieser Aufgabe von überlegenen gegnerischen Einheiten gestellt. Ob sich Richard bereits bei dieser Mannschaft befand oder seinen Getreuen von der Festung aus Unterstützung bringen wollte, ist unklar. Die Lancaster-Armee errang in der folgenden Schlacht von Wakefield einen überragenden Sieg. Richard und Salisburys Sohn Thomas fielen, Edmund wurde gefangen genommen und von Lord Clifford von Skipton-Craven, dem Sohn des fünf Jahre zuvor bei St. Albans gefallenen Thomas Clifford, eigenhändig noch auf dem Schlachtfeld erdolcht. Salisbury wurde ebenfalls gefangen genommen und einen Tag später hingerichtet. 

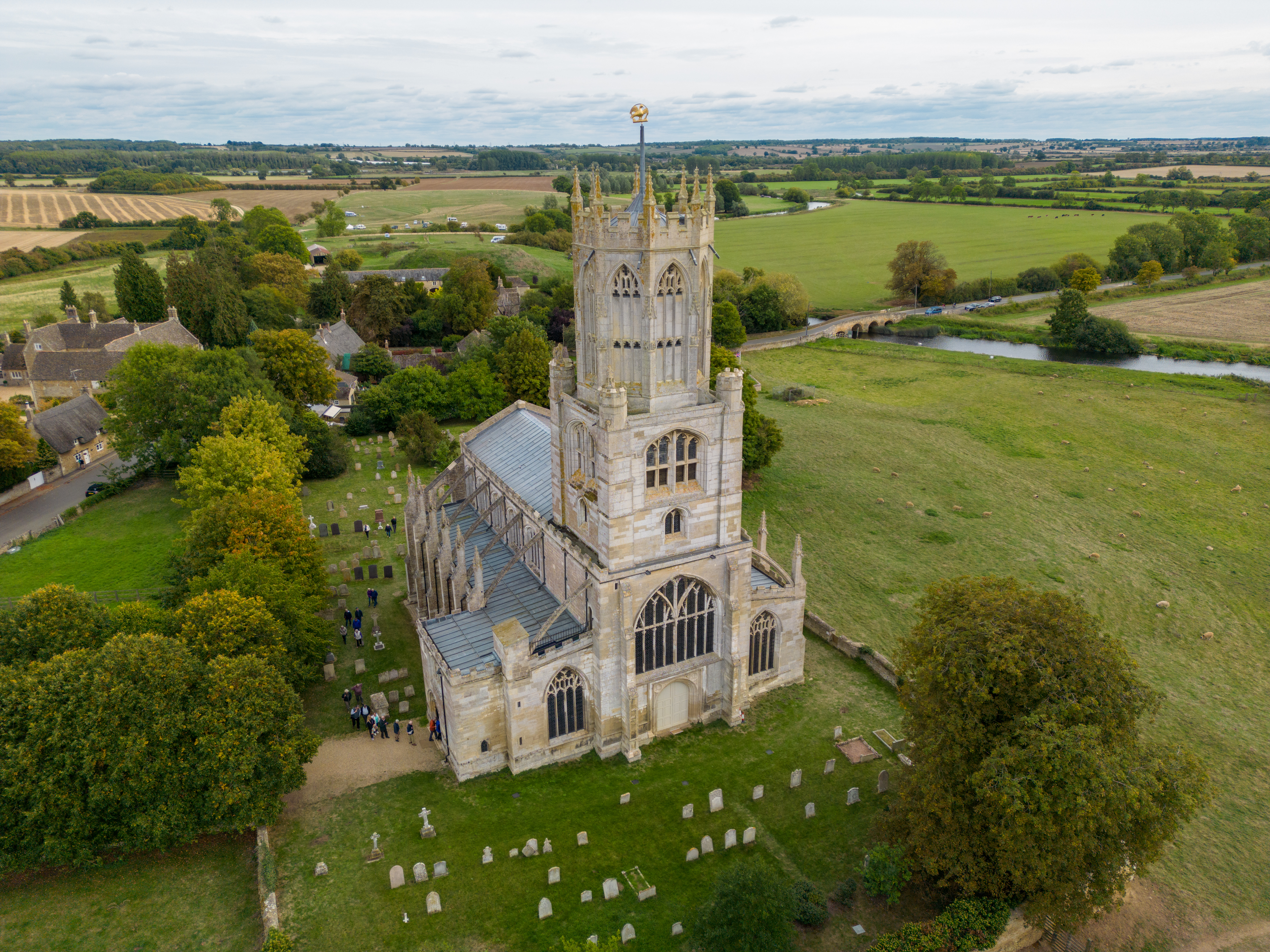
Church of St Mary and All Saints in Fotheringhay

Die Köpfe der Yorkführer wurden nach York gebracht und dort am Micklegate-Tor auf Pfähle gespießt. Richards Haupt wurde dabei zum Spott mit einer Krone aus Stroh und Papier gekrönt. Sein Leichnam wurde zunächst in Pontefract bestattet, doch 1476 in die Church of St Mary and All Saints in Fotheringhay, North Northamptonshire, umgebettet, nahe Fotheringhay Castle, dem Stammsitz des Hauses York. In dieser Kirche sind auch seine Gemahlin Cecily Neville, sein Sohn Edmund sowie Edward of Norwich, 2. Duke of York, bestattet. Nachdem der Chor der Kirche im 16. Jahrhundert eingestürzt war, wobei die Gräber zerstört wurden, ließ Elisabeth I. die Gebeine in zwei marmornen Beinkästen seitlich des nunmehr im Langhaus aufgestellten neuen Hochaltars bestatten. Die Richard III Society richtete in einer Seitenkapelle eine Gedenkstätte für seinen Sohn Richard III. ein, dessen Gebeine lange verschollen waren und erst 2012 durch eine Ausgrabung wiederentdeckt wurden; sie sind seit 2015 in der Kathedrale von Leicester bestattet.
Der Anspruch Yorks auf die Krone schien mit Richards Tod vernichtet zu sein, doch nur wenige Monate später sollte sich sein ältester Sohn Eduard zum König ausrufen lassen und als Eduard IV. den englischen Thron besteigen.

## Bewertung
Über den Charakter und die wahren Intentionen Richards existieren kaum zeitgenössische Quellen. Nicht einmal ein zeitgenössisches Abbild von ihm existiert. So kann zu Recht darüber debattiert werden, ob Richard von Anfang an die Krone anstrebte und dies nur jahrelang geschickt verbarg oder ob er durch den scheinbar unversöhnlichen Hass der Königin Margarete mehr und mehr dorthin getrieben wurde, ehe er dann doch selbst die Hand ausstreckte. Belegt sind sein freundliches Wesen, allerdings auch seine fast kompromisslose Entschlusskraft, ein einmal gesetztes Ziel zu verfolgen, sowie seine administrativen Fähigkeiten, die er in Frankreich und Irland unter Beweis stellte.

## Nachkommen
Richard und Cecily hatten dreizehn Kinder, darunter zwei englische Könige:
- Joan of York (* 1438, im Kleinkindalter verstorben)
- Anne of York (* 10. August 1439; † Januar 1476) ⚭ Henry Holland, 3. Duke of Exeter (Haus Holland)
- Henry of York (* 10. Februar 1441, im Kleinkindalter verstorben)
- Edward, Earl of March (Eduard IV.) (* 28. April 1442; † 9. April 1483) ⚭ Elizabeth Woodville
- Edmund, Earl of Rutland (* 17. Mai 1443; † 30. Dezember 1460)
- Elizabeth of York (* 22. April 1444; † 1503 oder 1504) ⚭ John de la Pole, 2. Duke of Suffolk
- Margareta von York (* 3. Mai 1446; † 23. November 1503) ⚭ Karl dem Kühnen, Herzog von Burgund
- William of York (* 7. Juli 1447, im Kleinkindalter verstorben)
- John of York (* 7. November 1448, im Kleinkindalter verstorben)
- George of York, 1. Duke of Clarence (* 21. Oktober 1449; † 18. Februar 1478) ⚭ Isabella Neville
- Thomas of York (* 1451, im Kleinkindalter verstorben)
- Richard, Duke of Gloucester (Richard III.) (* 2. Oktober 1452; † 22. August 1485) ⚭ Anne Neville
- Ursula of York (* 1454, im Kleinkindalter verstorben)

## Vorfahren
|  |                                             |  |  |  |  |  |  |  |  |  |  |  |  |
|  | Eduard III. (England)                       |  |  |  |  |  |  |  |  |  |  |  |  |
|  |                                             |  |  |  |  |  |  |  |  |  |  |  |  |
|  |                                             |  |  |  |  |  |  |  |  |  |  |  |  |
|  | Edmund of Langley, 1. Duke of York          |  |  |  |  |  |  |  |  |  |  |  |  |
|  |                                             |  |  |  |  |  |  |  |  |  |  |  |  |
|  |                                             |  |  |  |  |  |  |  |  |  |  |  |  |
|  | Philippa von Hennegau                       |  |  |  |  |  |  |  |  |  |  |  |  |
|  |                                             |  |  |  |  |  |  |  |  |  |  |  |  |
|  |                                             |  |  |  |  |  |  |  |  |  |  |  |  |
|  | Richard of Conisburgh, 1. Earl of Cambridge |  |  |  |  |  |  |  |  |  |  |  |  |
|  |                                             |  |  |  |  |  |  |  |  |  |  |  |  |
|  |                                             |  |  |  |  |  |  |  |  |  |  |  |  |
|  | Peter I. (Kastilien)                        |  |  |  |  |  |  |  |  |  |  |  |  |
|  |                                             |  |  |  |  |  |  |  |  |  |  |  |  |
|  |                                             |  |  |  |  |  |  |  |  |  |  |  |  |
|  | Isabella von Kastilien, Duchess of York     |  |  |  |  |  |  |  |  |  |  |  |  |
|  |                                             |  |  |  |  |  |  |  |  |  |  |  |  |
|  |                                             |  |  |  |  |  |  |  |  |  |  |  |  |
|  | María de Padilla                            |  |  |  |  |  |  |  |  |  |  |  |  |
|  |                                             |  |  |  |  |  |  |  |  |  |  |  |  |
|  |                                             |  |  |  |  |  |  |  |  |  |  |  |  |
|  | Richard of York, 3. Duke of York            |  |  |  |  |  |  |  |  |  |  |  |  |
|  |                                             |  |  |  |  |  |  |  |  |  |  |  |  |
|  |                                             |  |  |  |  |  |  |  |  |  |  |  |  |
|  | Edmund Mortimer, 3. Earl of March           |  |  |  |  |  |  |  |  |  |  |  |  |
|  |                                             |  |  |  |  |  |  |  |  |  |  |  |  |
|  |                                             |  |  |  |  |  |  |  |  |  |  |  |  |
|  | Roger Mortimer, 4. Earl of March            |  |  |  |  |  |  |  |  |  |  |  |  |
|  |                                             |  |  |  |  |  |  |  |  |  |  |  |  |
|  |                                             |  |  |  |  |  |  |  |  |  |  |  |  |
|  | Philippa of Clarence, 5. Countess of Ulster |  |  |  |  |  |  |  |  |  |  |  |  |
|  |                                             |  |  |  |  |  |  |  |  |  |  |  |  |
|  |                                             |  |  |  |  |  |  |  |  |  |  |  |  |
|  | Anne de Mortimer                            |  |  |  |  |  |  |  |  |  |  |  |  |
|  |                                             |  |  |  |  |  |  |  |  |  |  |  |  |
|  |                                             |  |  |  |  |  |  |  |  |  |  |  |  |
|  | Thomas Holland, 2. Earl of Kent             |  |  |  |  |  |  |  |  |  |  |  |  |
|  |                                             |  |  |  |  |  |  |  |  |  |  |  |  |
|  |                                             |  |  |  |  |  |  |  |  |  |  |  |  |
|  | Alianore Holland                            |  |  |  |  |  |  |  |  |  |  |  |  |
|  |                                             |  |  |  |  |  |  |  |  |  |  |  |  |
|  |                                             |  |  |  |  |  |  |  |  |  |  |  |  |
|  | Alice FitzAlan                              |  |  |  |  |  |  |  |  |  |  |  |  |
|  |                                             |  |  |  |  |  |  |  |  |  |  |  |  |
|  |                                             |  |  |  |  |  |  |  |  |  |  |  |  |